# Medford (Massachusetts)
Medford è una city degli Stati Uniti d'America facente parte della contea di Middlesex nello Stato del Massachusetts. Situata a poche miglia a nord di Boston, sul Mystic River, è sede della Tufts University.

## Località

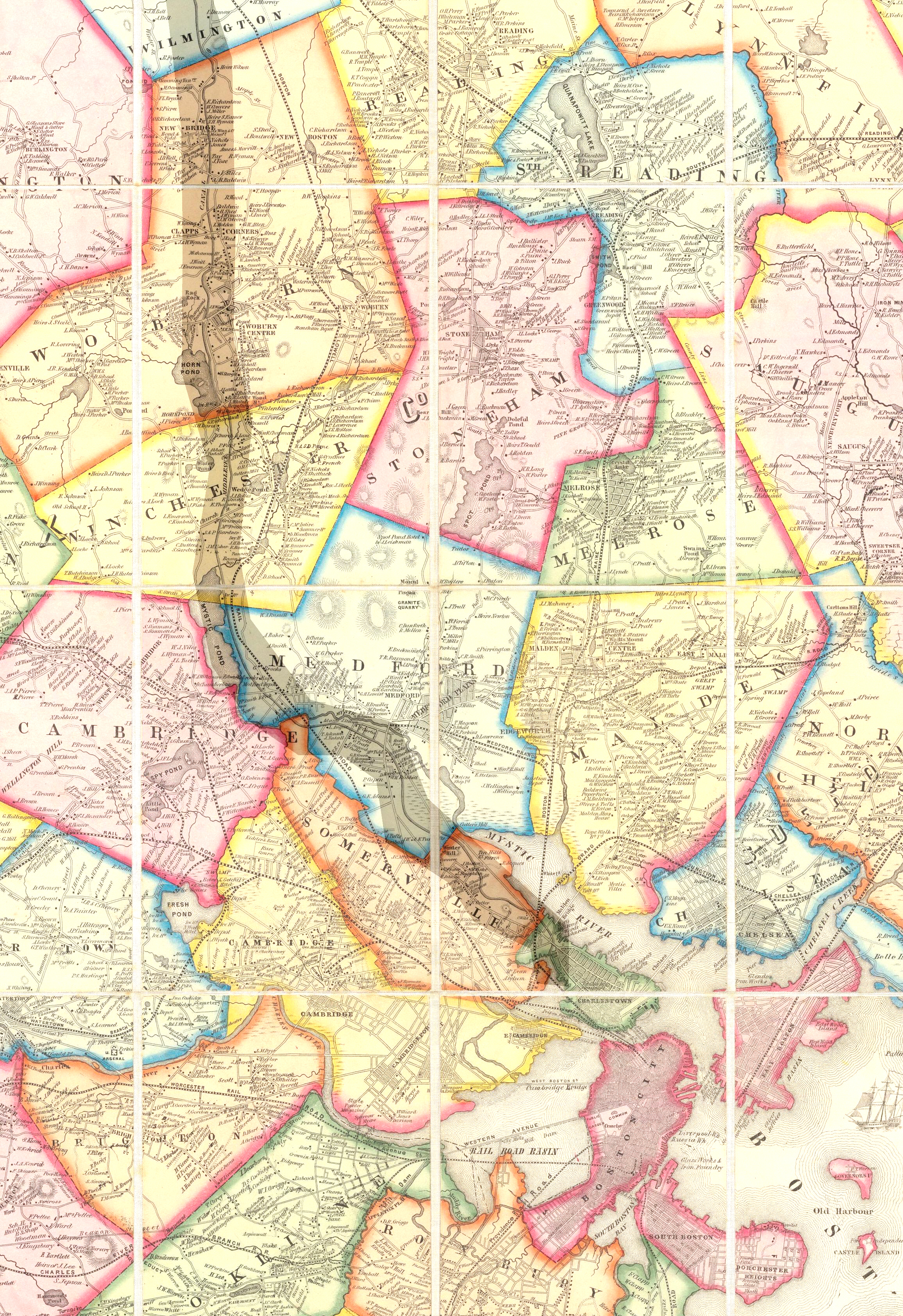
Cartina del 1852 dell'area di Boston che mostra Medford e la linea ferroviaria

Il territorio comunale comprende le seguenti località:
- Lawrence Estates
- Medford Square
- Medford Hillside (comprendente la Tufts University)
- North Medford
- South Medford
- Wellington Glenwood
- West Medford (chiamata anche The Heights o Fulton Heights).